# 藤原正典
藤原 正典（ふじはら まさのり、1988年1月14日 - ）は、岐阜県揖斐郡揖斐川町出身の元プロ野球選手（投手）、野球指導者。

## 経歴

### プロ入り前
養基小学校2年の冬から野球を始め、揖斐川中学校では「西濃ボーイズ」に所属。
県岐阜商高では、2年夏に控え投手で第86回全国高等学校野球選手権大会に出場したが登板機会はなく、3年夏は県大会準決勝で敗退。関西学生リーグ所属の立命館大学に進学し、2年秋からベンチ入り。3年春に3試合連続完封を記録し防御率1位。3年秋に6勝を挙げ、最優秀選手、最優秀投手、ベストナインに選ばれた。明治神宮大会では常磐大学をバント安打1本に抑え、11奪三振で完封したが、準決勝で東洋大学に1対3で敗れた。リーグ戦通算32試合登板し16勝4敗、防御率1.48, 192奪三振。最優秀選手1回、最優秀投手2回、ベストナイン2回受賞。
2009年のドラフト会議で、阪神タイガースから2巡目で指名。契約金8000万円、年俸1200万円（金額は推定）という条件で入団した。

### 阪神時代
2010年には、春季キャンプ中の怪我で出遅れたものの、6月29日の対中日ドラゴンズ10回戦（阪神甲子園球場）で一軍初登板。7月20日の対広島東洋カープ11回戦（甲子園）では、2点ビハインドの10回表一死からの登板で二死を奪うと、その裏にチームが逆転サヨナラ勝利を挙げたことで、一軍初勝利を記録した。シーズン通算では、主にワンポイントリリーフで一軍公式戦24試合に登板した。
2011年にも、ワンポイントリリーフを中心に、一軍公式戦19試合に登板。9月には、先発陣が早々に降板する展開が相次いだため、8試合連続登板を経験した。
2012年には、一般女性と結婚することを、5月15日に球団を通じて発表した。レギュラーシーズンでは、ウエスタン・リーグ公式戦28試合に登板したが、防御率5.33という成績で終了。シーズン終盤に一軍に昇格したが、5試合に登板したのみで、投球内容も精彩を欠いた。シーズン終了後の12月には、オーストラリアのウィンターリーグに参加すると、通算6試合の登板で11イニングを無失点に抑えた。
2013年には、開幕一軍入りを果たしたが、4月18日に出場登録を抹消。以降も一軍と二軍の往復を繰り返したため、一軍公式戦への登板は10試合にとどまった。シーズン終了後の11月22日には、前年から200万円減の年俸1000万円（推定）で契約を更改した。
2014年には、シーズン中の7月17日に第1子（長女）を授かった。その一方で、シーズン全体では、プロ入り後初めて一軍公式戦での登板機会がなかった。ウエスタン・リーグ公式戦では、20試合の登板で0勝1敗、防御率3.97の成績でシーズンを終了。シーズン終了後の11月16日には、前年から250万円減の年俸750万円（推定）で契約を更改した。また、この年のドラフト会議での1巡目指名を受けて入団した左腕投手・横山雄哉が背番号「15」を着けることに伴って、自身の背番号を「42」に変更した。
2015年には、ウエスタン・リーグ公式戦23試合の登板で、2勝0敗、防御率3.98という成績を残した。2年続けて一軍公式戦への登板機会はなかったが、レギュラーシーズン終了後のフェニックス・リーグでは、通算9試合・15イニングの登板で1失点と好投。この結果を受けて、球団では10月29日に、従来の支配下選手契約を解除したうえで翌2016年に育成選手として契約することを藤原に打診した。しかし藤原は、「『勝負の年』と考えて目一杯野球に取り組んだ結果が『育成（選手契約への移行）』という評価であれば引退するしかない」として、この打診を拒否。11月10日の12球団合同トライアウト（草薙球場）への参加を最後に、現役を退く意向を球団に伝えた。12月2日に、NPBから自由契約選手として公示。

### 阪神退団後
前述のトライアウトでは、2013年から阪神の育成&打撃コーディネーター（DC）として藤原の投球を間近で見届けてきた掛布雅之の説得を受けて、参加の目的を「現役最終登板」から「他球団への現役続行」に変更。打者3人に対するシートバッティング形式で実施されたトライアウトでは、空振りで2つの三振を奪った末に、三者凡退という結果を残した。しかし、NPBの他球団からは獲得を打診されなかった。
なお、合同トライアウトの直後には、MLBのサンディエゴ・パドレスから日本で初めて開催したトライアウト（2015年11月22日・高知東部球場）へ招待。また、独立リーグの球団から獲得を打診された。しかし藤原は、いずれの打診も固辞したうえで、現役を引退した。

### 現役引退後
当初は大学職員への転身を希望。2015年12月には、プロ野球経験者による学生野球の指導に必要な学生野球資格の回復に向けて、研修会へ参加した。
2016年には、2月2日付で、日本学生野球連盟から学生野球資格回復の適性を認定。この認定によって、高校野球や大学野球を指導できるようになった。
2016年4月1日付で、大学時代を過ごした京都市内の医療法人洛和会に事務職員として採用。大学時代から懇意にしていた京都府立医科大学整形外科の医師（洛和会系病院の非常勤医師）の紹介によるもので、採用後は2017年8月まで、「洛和会丸太町リハビリテーションクリニック」で主に窓口業務を担当していた。学生野球資格を回復していることから、勤務期間中には、同クリニック内のスポーツジム「洛和メディカルスポーツ京都丸太町」で有料の野球塾を開講。故障に悩まされた選手時代の経験を踏まえて、毎週木曜日の夜間に、小・中学生や高校生へ野球の基礎技術や基礎トレーニングを指導していた。なお、洛和会からの退職後は、個人事業主として活動する予定。
その一方で、古巣の阪神球団が発行する『月刊タイガース』では、洛和会への勤務期間中（2017年1月号）から「Fujihara Masanoriの実は・・・」というコラムを連載。阪神選手時代のチームメイトを毎回1名ずつ取り上げたうえで、自身の手によるイラストを交えながら、選手や球団関係者だけが知る素顔を紹介していた。
2022年4月1日、関西独立リーグ（さわかみ関西独立リーグ）に所属する堺シュライクスで投手コーチを務めることが球団公式Twitterで発表された。背番号は88。2シーズン務め、2023年シーズン終了後の12月22日に契約満了による退任が発表された。

## 選手としての特徴
球の出所を隠した投球フォームで投げる最速149 km/hのストレート、およびスライダー、フォークボールが武器。

## 詳細情報

### 年度別投手成績
| 年 度     | 球 団     | 登 板 | 先 発 | 完 投 | 完 封 | 無 四 球 | 勝 利 | 敗 戦 | セ 丨 ブ | ホ 丨 ル ド | 勝 率 | 打 者 | 投 球 回 | 被 安 打 | 被 本 塁 打 | 与 四 球 | 敬 遠 | 与 死 球 | 奪 三 振 | 暴 投 | ボ 丨 ク | 失 点 | 自 責 点 | 防 御 率 | W H I P |
| --------- | --------- | ----- | ----- | ----- | ----- | -------- | ----- | ----- | -------- | ----------- | ----- | ----- | -------- | -------- | ----------- | -------- | ----- | -------- | -------- | ----- | -------- | ----- | -------- | -------- | ------- |
| 2010      | 阪神      | 24    | 0     | 0     | 0     | 0        | 1     | 0     | 0        | 1           | 1.000 | 86    | 20.0     | 21       | 0           | 6        | 1     | 0        | 10       | 1     | 1        | 9     | 8        | 3.60     | 1.35    |
| 2011      | 阪神      | 19    | 0     | 0     | 0     | 0        | 0     | 0     | 0        | 3           | ----  | 95    | 23.1     | 19       | 0           | 10       | 1     | 1        | 17       | 0     | 0        | 10    | 8        | 3.09     | 1.24    |
| 2012      | 阪神      | 5     | 0     | 0     | 0     | 0        | 0     | 0     | 0        | 0           | ----  | 19    | 3.2      | 6        | 0           | 2        | 0     | 0        | 3        | 0     | 0        | 3     | 3        | 7.36     | 2.18    |
| 2013      | 阪神      | 10    | 0     | 0     | 0     | 0        | 0     | 0     | 0        | 0           | ----  | 58    | 13.2     | 10       | 0           | 8        | 0     | 0        | 10       | 1     | 1        | 4     | 2        | 1.32     | 1.32    |
| 通算：4年 | 通算：4年 | 58    | 0     | 0     | 0     | 0        | 1     | 0     | 0        | 4           | 1.000 | 258   | 60.2     | 56       | 0           | 26       | 2     | 1        | 40       | 2     | 2        | 26    | 21       | 3.12     | 1.37    |

- 2013年度シーズン終了時

### 記録
- 初登板：2010年6月29日、対中日ドラゴンズ10回戦（阪神甲子園球場）、8回表に2番手で救援登板、1回2失点
- 初奪三振：同上、8回表に野本圭から見逃し三振
- 初ホールド：2010年7月18日、対東京ヤクルトスワローズ14回戦（明治神宮野球場）、7回裏一死に3番手で救援登板、1/3回無失点
- 初勝利：2010年7月20日、対広島東洋カープ11回戦（阪神甲子園球場）、10回表一死に5番手で救援登板・完了、2/3回無失点

### 背番号
- 15（2010年 - 2014年）
- 42（2015年）
- 88（2022年 - 2023年）

### 登場曲
- 「HIT IN THE USA」BEAT CRUSADERS（2010年）
- 「hammer ska」10-FEET（2011年 - 2012年）
- 「ドラゴンクエストⅢ そして伝説へ…」ロンドン・フィルハーモニー管弦楽団（2013年）
- 「閃光 feat. 10-FEET」東京スカパラダイスオーケストラ（2014年 - 2015年）